# Thomas Flach
Thomas Flach, född den 3 juni 1956 i Potsdam, är en östtysk och därefter tysk seglare.
Han tog OS-guld i soling i samband med de olympiska seglingstävlingarna 1996 i Atlanta.